# Hendrik van Zutphen
Hendrik van Zutphen (tyska Heinrich von Zütphen), från 1600-talet felaktigt kallad Moller, född 1488 i Zutphen i Nederländerna, död den 10 december 1524 i Heide, var en tysk reformator. Han räknas som evangelisk martyr.
Hendrik van Zutphen inskrevs 1508 vid Wittenbergs universitet, blev 1511 magister artium samt var lektor i augustineremiternas kloster där 1511-14 och prior i augustinklostret i Dordrecht 1515-20. Han hade från barndomen stått nära det gemensamma livets bröder och sympatiserade därför med den lutherska reformrörelsen, när den 1518 nådde Dordrecht. När motståndarna 1519 fick överhand, kände sig Hendrik van Zutphen inte längre trygg i Dordrecht, utan återvände till Wittenberg. Där trädde han nu i personligt vänskapligt förhållande till Luther och Melanchthon och utgav flera gånger teser. Vid underrättelsen om förföljelsen mot lutheranerna i Antwerpen begav han sig dit, tog ledningen och var nära att göra Antwerpen lutherskt, när ståthållarinnan Margareta grep till våld. Hendrik van Zutphen häktades, men befriades av folket och fick tillfälle att undkomma till norra Tyskland. På väg till Wittenberg passerade han Bremen och predikade där på uppmaning i november 1522. Det väckte sådan anklang, att han förmåddes stanna. I kamp mot dess gamla klerus blev han nu Bremens reformator. Hans verksamhet där fick ett plötsligt slut. I Meldorf i Dithmarschen predikade han i november 1524 efter kallelse. För att hindra Hendrik van Zutphens verksamhet vände sig priorn i Meldorfs dominikankloster i samråd med ärkebiskopens representant till franciskanerna på platsen. Dessa anskaffade en hel del pöbel, som bröt sig in i Meldorfs prästgård, förde Hendrik van Zutphen till det närbelägna Heide, torterade honom hela natten och stekte honom slutligen vid sakta eld. Huvud, händer och fötter avskars, och kroppen begrovs under hånande dans och sång.